# Орадя (аэропорт)
Международный аэропорт Орадя (ИАТА: OMR, ИКАО: LROD) — румынский международный аэропорт, находящийся в 5 км к юго-западу от города Орадя на северо-западе Румынии, в жудеце Бихор, около автомобильной и железной дорог, ведущих в Венгрию. Располагается рядом с автотрассой E60 и строящейся Трансильванской автомагистралью A3, что является важным фактором в развитии румынского туристического потенциала (горячие источники Бэйле-Феликс, охраняемая природная зона Падиш и т.д.). Открытие современного аэропорта в 2017 году удвоило пассажирский и грузовой потоки за последние два года. Рассматривается как конкурент аэропортов Дебрецен (82 км, Венгрия) и аэропорта Клуж-Напоки (165 км).

## Строительство и развитие
В 2009 году жудец Бихор начал заключать контракты на обновление существовавшего тогда аэропорта — расширение взлётной полосы, строительство грузового терминала и обновление пассажирского терминала. Обновление терминала предусматривало открытие новых услуг: аренда автомобиля, обмен валют, магазины беспошлинной торговли и т.д. Комиссия жудеца Бихор договорилась с представителями Европейской комиссии 7 февраля 2014 года о выделении 30 миллионов евро из еврофондов на обновление аэропорта. 20 октября того же года началось строительство новой ВПП длиной 2100 м, двух рулёжных дорожек и других зданий. Были собраны средства на реализацию первой части проекта грузового терминала, а 30 октября 2015 года завершилась модернизация ВПП.
С марта 2017 года компания Ryanair осуществляла рейсы из Оради в Бергамо (аэропорт Орио-аль-Серио) и в Жирону (аэропорт Жирона — Коста-Брава), с октября — в Эйндховен, Мемминген, Лондон (аэропорт Станстед) и Веце. В марте 2018 года сотрудничество прекратилось, несмотря на заверения чиновников о том, что компания заблаговременно получала все субсидии, её доля рейсов составляла от 85 до 95%, а тарифы были ниже, чем в других аэропортах региона.

## Иное применение

### Военное
С апреля 2009 года центр дистанционного образования НАТО в Ораде входит в сеть аналогичных центров.

### Скорая помощь
В аэропорту Орадя находится медицинский вертолёт, принадлежащий больнице Пеликан. Вертолёт обслуживает территорию жудецов Бихор, Сэлаж, Сату-Маре, Марамуреш и Арад. Вертолётом доставляют тяжело раненых и находящихся в критическом состоянии в Бухарестские травматологические центры.

## Авиационные катастрофы и происшествия
- 4 февраля 1970 года самолёт Ан-24Б компании TAROM, вылетевший из бухарестского аэропорта Отопени, недалеко от Оради врезался в горы и разбился. Погиб 21 человек[16].
- 27 мая 1971 года после взлёта из Оради был захвачен бандитами самолёт Ил-14 компании TAROM. Террористы потребовали от экипажа самолёта сесть в Австрии, где и сдались в руки полиции[17].
- 20 сентября 1994 года самолёт Ан-26 ВВС Румынии был разбит на посадке, когда курсант ВВС убрал шасси до приказа командира[18].
- 16 января 2009 года самолёт Gulfstream G200 компании Ion Ţiriac Air вылетел со взлётно-посадочной полосы. Пострадал нос, сломано шасси, но пострадавших не было. Самолёт остановился, врезавшись в ограду территории аэропорта[19].

## Наземный транспорт
От аэропорта Орадя до центра города ходит автобус № 28 компании Oradea Transport Local. Цена билета до аэропорта — 4 Лея. Расписание автобусов подогнано под расписание рейсов, до аэропорта можно также добраться на такси. Поездка к центру города стоит 20 леев.